# Cordisburgo
Cordisburgo is een gemeente in de Braziliaanse deelstaat Minas Gerais. De gemeente telt 7.547 inwoners (schatting 2022).

## Aangrenzende gemeenten
De gemeente grenst aan Araçaí, Curvelo, Jequitibá, Paraopeba en Santana de Pirapama.

## Geboren
- João Guimarães Rosa (1908-1967), schrijver